# Verbundtarif DonauWald

Logo Verbundtarif DonauWald

Der Verbundtarif DonauWald (VDW) ist ein zum 1. September 2021 neu gegründeter Tarifverbund im östlichen Niederbayern. Er unterscheidet sich von einem Verkehrsverbund durch das Fehlen ganzheitlicher Fahrplanabstimmungen.

## Verbundgebiet
Der Tarifverbund deckt die Landkreise Deggendorf, Freyung-Grafenau, Passau (ohne die kreisfreie Stadt Passau) und Regen ab. Er löste die Verkehrsgemeinschaft Landkreis Deggendorf (VLD) sowie die Verkehrsgemeinschaft Landkreis Passau (VLP) ab, in den anderen beiden Landkreisen bestand vorher kein Verkehrsverbund.

## Tarifsystem
Es gilt ein Gemeinschaftstarif auf Grundlage von Tarifwaben. Die gemeinsame Fahrplankoordinierung zwischen den beteiligten Verkehrsunternehmen wird gewährleistet. Der Schienenpersonennahverkehr (SPNV) ist nur im Gebiet der ehemaligen VLP integriert. Dort war dieser seit 1. Januar 2003 Teil des Tarifes.
Es existiert eine Vielzahl an tariflichen Sonderbedingungen, die jeweils auf einen Landkreis beschränkt sind. Dazu gehören z. B. Ehrenamtskarten im Landkreis Deggendorf oder eine 2-km-Freifahrt im Landkreis Freyung-Grafenau.
Für die Stadt Passau existiert ein einseitiges Abkommen mit den Landkreisen Passau und Freyung-Grafenau, bei dem im Bus des VDWs eine vergünstigte Einzelfahrt für die Stadt Passau erworben werden kann. Diese Kontrollkarte muss im Linienverkehr der Stadt Passau gegen eine Einzelfahrt getauscht werden. Fahrgäste der Stadt Passau haben dagegen keine Option, günstiger in die Landkreise zu fahren.

## Ausblick
Es ist geplant, diese Organisation bis Dezember 2025 zum Verkehrsverbund DonauWald, mit Einbindung des Zugverkehrs, weiterzuentwickeln. An diesem sollen, neben den bisherigen Mitgliedern, sowohl die kreisfreie Stadt Passau, der Landkreis Rottal-Inn mit seinem bisherigen Verkehrsverbund VGRI als auch der bisher verbundfreie Landkreis Dingolfing-Landau teilnehmen. Hierzu wurde, federführend durch das Landratsamt Freyung-Grafenau, im Juli 2022 eine Studie in Auftrag gegeben. Diese kam im März 2023 in der ersten Phase zum Ergebnis, dass die Einrichtung des Verkehrsverbunds verkehrlich sinnvoll sei. Bis Sommer 2024 sind hierzu nähere Planungen und Finanzierungsvereinbarungen vorgesehen.